# 佐藤達也 (野球)
佐藤 達也（さとう たつや、1986年7月26日 - ）は、埼玉県大宮市（現：さいたま市西区）出身の元プロ野球選手（投手）。右投右打。愛称は「サトタツ」、「ピン」。

## 経歴

### プロ入り前
さいたま市（入学当時は大宮市）立指扇中学校で、外野手として野球を始める。野球を始めた理由は「中学校にバスケ部がなかったから」だという。埼玉県立大宮武蔵野高等学校に進学後に投手に転向した。3年時の夏は埼玉県予選2回戦で敗退。
高校卒業後は、北海道学生野球連盟に加盟する北海道東海大学（現・東海大学北海道キャンパス）に進学。3年時の秋にはエースとなり、10試合で6勝を挙げ、同校5年ぶりの優勝に貢献。最優秀投手賞とベストナインを獲得した。4年時は春に腰痛と股関節痛を発症し、春と秋合わせて4勝に留まった。リーグ通算18勝。プロ志望届を提出したが指名されず、本田技研工業に入社して狭山野球部に所属。
Hondaでは1年目の2009年春から公式戦に出場し筑川利希也や武藤祐太らと共に投手陣を支え、3年目の2011年は主戦投手として活躍し、第82回都市対抗野球大会出場に貢献している。
2011年のNPBドラフト会議で、オリックス・バファローズから3巡目で指名。契約金6000万円、年俸1200万円（金額は推定）という条件で入団した。背番号については、空番だった25を付ける予定だったが、後に入団した李大浩が25番を希望したことを受けて、別の空番から15が選ばれた。

### オリックス時代
2012年キャンプは一軍に抜擢され、オープン戦に登板するも成績が振るわず、開幕一軍を逃す。4月25日にプロ初登板したが4試合の登板で防御率12.46、5月7日に登録抹消。8月23日に再昇格、9月14日の対東北楽天ゴールデンイーグルス戦では、先発した井川慶のアクシデントを受け2回から緊急登板し、味方の失策絡みで敗戦投手になるも3者連続奪三振、4回1失点自責点0。再昇格後は10試合の登板で、15回2/3を防御率1.15だった。通年では14試合の登板で防御率3.43、奪三振率9.85。
2013年は、開幕一軍入りしたものの、4月24日に腰痛で登録抹消される。その後、5月9日の福岡ソフトバンクホークス戦にビハインドの場面で登板し、9回にチームが逆転サヨナラ勝ちしたことでプロ初勝利を記録した。7月には監督推薦で自身初のオールスターゲームに出場。3,4月に登板した13回で12四死球を出すなど制球に不安定な部分もあったが、セットアッパーとして起用されるようになり、8回佐藤、9回平野佳寿の継投が定着した。最終的に67試合登板し、防御率1.73、WHIP1.12、奪三振率10.15を記録、リーグ最多の42ホールドポイントで最優秀中継ぎ賞のタイトルを獲得した。
2014年は月間防御率で5度0点台を記録する。最終的には67試合の登板で防御率1.08、48ホールドポイントを挙げ、2年続けて最優秀中継ぎのタイトルを獲得した。特に、首位ソフトバンクには無失点、3位北海道日本ハムファイターズには自責点0と好相性をみせた。
2015年は4月15日に腰痛で登録抹消、5月2日に再登録されるも、6月15日に「椎間板性腰痛」のため再び登録抹消、6月27日に再度登録されるが、8月11日のソフトバンク戦でサヨナラ3点本塁打を含む5失点など打ち込まれる場面もあったため、前年より投球内容が悪化した。シーズン終盤にはクローザーを務め、13セーブを挙げた。
2016年は43試合に登板するも1勝4敗12ホールド、防御率は5点台、2017年はシーズンの大半を二軍で過ごし、12試合で防御率7点台に終わるなど、投球内容が年々悪化していった。
そして2018年には、シーズン終盤の9月26日に初めて出場選手登録されるが、一軍公式戦登板がないままシーズンを終え、10月29日に球団から戦力外通告を受け現役引退、11月に行われたファン感謝祭で引退セレモニーが行われた。ウエスタン・リーグの公式戦では、33試合の登板で1勝1敗、防御率2.64を記録。6セーブを記録した。通算投球イニングは30回1/3であった。

### 引退後
オリックスの球団職員として、2019年1月1日付で広報部に配属される。

## 選手としての特徴・人物
スリークォーターから平均球速約146km/h、最速155km/hの速球とスライダー、フォークボールを投げる。
7人兄弟の末っ子（兄3人、姉3人）。
入団交渉の際に、交際6年になる一般女性との結婚と、翌年には第1子が誕生することを明かした。

## 詳細情報

### 年度別投手成績
| 年 度     | 球 団      | 登 板 | 先 発 | 完 投 | 完 封 | 無 四 球 | 勝 利 | 敗 戦 | セ 丨 ブ | ホ 丨 ル ド | 勝 率 | 打 者 | 投 球 回 | 被 安 打 | 被 本 塁 打 | 与 四 球 | 敬 遠 | 与 死 球 | 奪 三 振 | 暴 投 | ボ 丨 ク | 失 点 | 自 責 点 | 防 御 率 | W H I P |
| --------- | ---------- | ----- | ----- | ----- | ----- | -------- | ----- | ----- | -------- | ----------- | ----- | ----- | -------- | -------- | ----------- | -------- | ----- | -------- | -------- | ----- | -------- | ----- | -------- | -------- | ------- |
| 2012      | オリックス | 14    | 0     | 0     | 0     | 0        | 0     | 1     | 0        | 0           | .000  | 91    | 21.0     | 17       | 0           | 9        | 0     | 0        | 23       | 2     | 0        | 10    | 8        | 3.43     | 1.24    |
| 2013      | オリックス | 67    | 0     | 0     | 0     | 0        | 2     | 4     | 0        | 40          | .333  | 313   | 78.0     | 46       | 5           | 41       | 0     | 0        | 88       | 2     | 0        | 15    | 15       | 1.73     | 1.12    |
| 2014      | オリックス | 67    | 0     | 0     | 0     | 0        | 6     | 4     | 1        | 42          | .600  | 288   | 74.1     | 39       | 4           | 30       | 0     | 2        | 85       | 8     | 0        | 11    | 9        | 1.09     | 0.93    |
| 2015      | オリックス | 59    | 0     | 0     | 0     | 0        | 2     | 7     | 13       | 13          | .222  | 249   | 58.2     | 50       | 3           | 23       | 1     | 2        | 77       | 5     | 0        | 23    | 21       | 3.22     | 1.24    |
| 2016      | オリックス | 43    | 0     | 0     | 0     | 0        | 1     | 4     | 0        | 12          | .200  | 188   | 41.1     | 31       | 6           | 36       | 0     | 0        | 53       | 4     | 0        | 24    | 23       | 5.01     | 1.62    |
| 2017      | オリックス | 12    | 0     | 0     | 0     | 0        | 0     | 1     | 0        | 2           | .000  | 56    | 12.1     | 15       | 2           | 5        | 0     | 0        | 12       | 1     | 0        | 11    | 10       | 7.30     | 1.62    |
| 通算：6年 | 通算：6年  | 262   | 0     | 0     | 0     | 0        | 11    | 21    | 14       | 109         | .344  | 1185  | 285.2    | 198      | 20          | 144      | 1     | 4        | 338      | 22    | 0        | 94    | 86       | 2.71     | 1.20    |

- 各年度の太字はリーグ最高

### 年度別守備成績
| 年 度 | 球 団      | 投手  | 投手  | 投手  | 投手  | 投手  | 投手     |
| 年 度 | 球 団      | 試 合 | 刺 殺 | 補 殺 | 失 策 | 併 殺 | 守 備 率 |
| ----- | ---------- | ----- | ----- | ----- | ----- | ----- | -------- |
| 2012  | オリックス | 14    | 0     | 4     | 0     | 0     | 1.000    |
| 2013  | オリックス | 67    | 5     | 10    | 1     | 2     | .938     |
| 2014  | オリックス | 67    | 1     | 7     | 0     | 0     | 1.000    |
| 2015  | オリックス | 59    | 2     | 4     | 0     | 0     | 1.000    |
| 2016  | オリックス | 43    | 0     | 5     | 0     | 1     | 1.000    |
| 2017  | オリックス | 12    | 0     | 1     | 0     | 0     | 1.000    |
| 通算  | 通算       | 262   | 8     | 31    | 1     | 3     | .975     |

### タイトル
- 最優秀中継ぎ投手：2回（2013年、2014年）※2年連続は最長タイ記録[注 2]

### 記録
初記録
- 初登板：2012年4月25日、対東北楽天ゴールデンイーグルス5回戦（日本製紙クリネックススタジアム宮城）、6回裏に3番手で救援登板、1/3回を1失点
- 初奪三振：2012年5月3日、対千葉ロッテマリーンズ5回戦（京セラドーム大阪）、9回表にサブローから空振り三振
- 初勝利：2013年5月9日、対福岡ソフトバンクホークス8回戦（ほっともっとフィールド神戸）、8回表に2番手で救援登板・完了、2回無失点
- 初ホールド：2013年3月29日、対千葉ロッテマリーンズ1回戦（千葉マリンスタジアム）、10回裏に3番手で救援登板・完了、2回無失点
- 初セーブ：2014年4月18日、対埼玉西武ライオンズ4回戦（西武ドーム）、10回裏に4番手で救援登板・完了、1回無失点

その他の記録
- 月間11ホールド（2014年4月） ※球団記録
- オールスターゲーム出場：2回（2013年、2014年）

### 背番号
- 15（2012年 - 2018年）

### 登場曲
- 「心絵」ロードオブメジャー（2012年 - 2018年）